# Кашанка

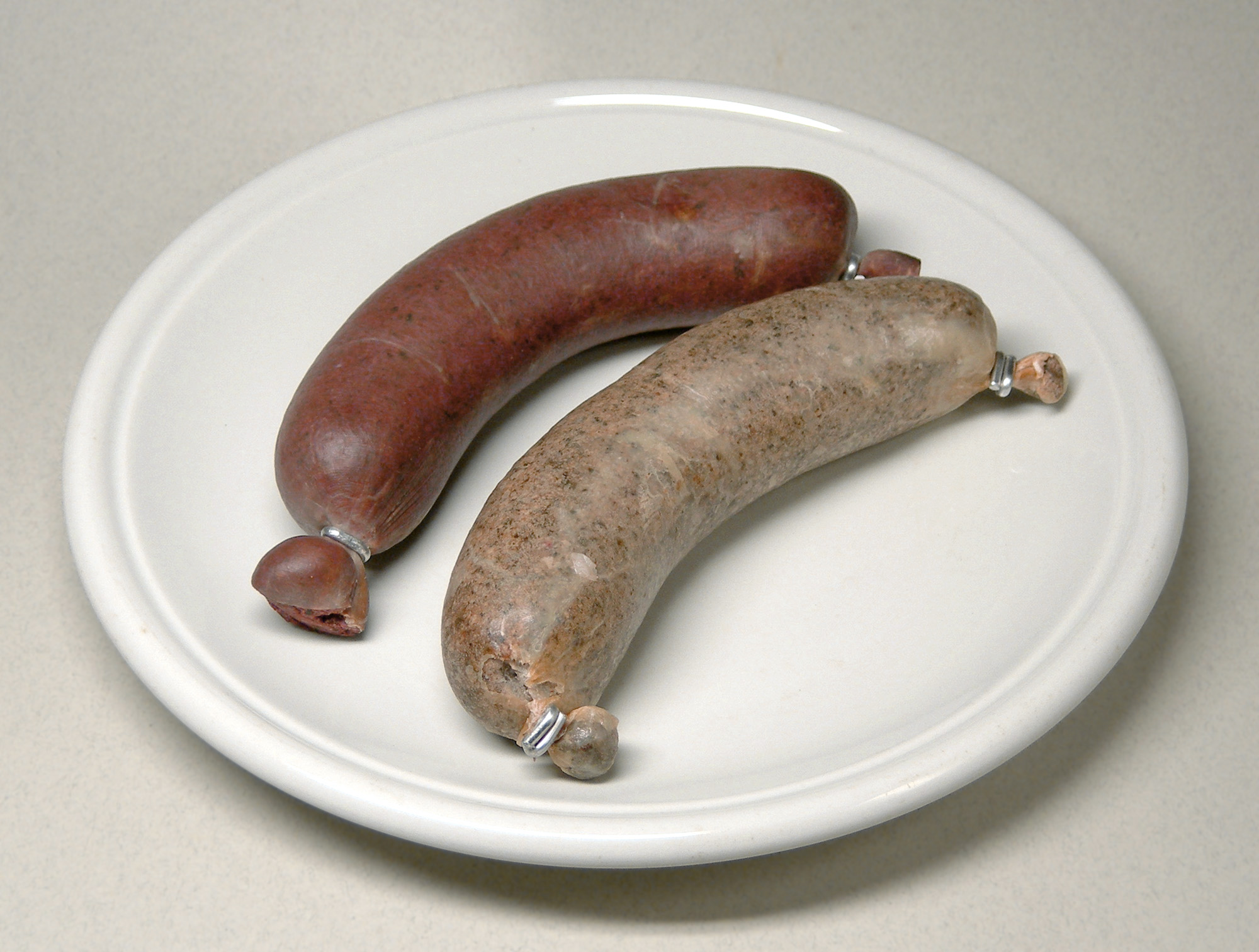
Берлинские грюцвурсты

Кашанка, в Германии грю́цвурст, гри́цвурст (пол. kaszanka, нем. Grützwurst — «крупчатая колбаса») — одна из разновидностей колбас, которая помимо мяса содержит также крупу. Одним из видов кашанки в Германии является колбаса с перловой крупой (Graupenwurst).

## Приготовление
В Германии и Польше кашанка готовится в трёх вариантах — как печёночная, кровяная и сыровяленая колбаса. В различных регионах различаются и ингредиенты продукта. Преимущественно используется свинина, которая предварительно отваривается, прокручивается через мясорубку, затем перемешивается с отваренной крупой (в Польше — с гречневой), заправляется пряностями (чёрный перец, майоран и др.) и солью. Приготовленная таким образом колбаса доводится до полной готовности, в течение получаса настаиваясь в горячей, но не кипящей воде.
Одной из разновидностей кашанки в Северной и Восточной Германии является «красный грюцвурст», кровяная колбаса с крупой. При её приготовлении к мясу добавляется также свиная кровь, смесь же затем поджаривается. На её основе в этих регионах готовится особое блюдо «колбаса в котелке» (Pottwurst). Для его приготовления подогретая кровяная колбаса (из свиной крови и сала) перемешивается в единую массу вместе с крупой или раскрошенной булкой и варится. К столу подаётся в охлаждённом виде. Как гарнир используется жареный картофель или кислая капуста. Из-за «кровавой внешности» такую колбасу на местных диалектах иронически называют «мёртвая бабушка», «автокатастрофа» и др. («Tote Oma», «Verkehrsunfall»). Цвет готовой колбасы может быть от чёрного до тёмно-красного и фиолетового.
В польском городе Катовице ежегодно 28 мая устраивается праздник кашанки (пол. Święto Krupnioka).

## Сорта кашанки
Наиболее известны следующие сорта грюцвурста: книпп (Бремен, Нижняя Саксония), пинкель (Северо-Западная Германия), штиппгрютце и вестфальский риндервурст (Вестфалия), крупняк (Верхняя Силезия), майшель (Каринтия).